# Soltszentimre
Soltszentimre község Bács-Kiskun vármegyében, a Kiskőrösi járásában.

## Fekvése
Kiskőröstől 20 kilométerre északra, Kecskeméttől 50 kilométerre délnyugatra helyezkedik el. Keletről a Duna–Tisza közi homokhátsághoz tartozó területek, nyugatról szikes puszták határolják. Területének nyugati harmada szinte teljes egészében a Kiskunsági Nemzeti Park Felső-kiskunsági-tavak nevű részegységéhez tartozik.
A szomszédos települések: északkelet felől Izsák, dél felől Csengőd, délnyugat felől Akasztó, nyugat felől Dunatetétlen, északnyugat felől pedig Fülöpszállás.

### Megközelítése, közlekedése
Soltszentimre közúton az 5217-es úton közelíthető meg, északról Fülöpszállás felől, délről pedig a Kecskemét–Izsák–Kiskőrös közti 5301-es út irányából. Érinti a Budapest–Kunszentmiklós-Tass–Kelebia-vasútvonal, melynek egy megállási pontja van itt; Soltszentimre megállóhely a község nyugati szélén helyezkedik el, közúti elérését az 53 306-os számú mellékút biztosítja. A települést érintő autóbuszjáratok Kiskőrös, Kecskemét és Kunszentmiklós célpontokkal közlekednek.

## Története

### 1890 előtt
Már az Árpád-kor idején létezett ezen a helyen település (első okleveles említése 1211-ben, Zenthemreh írásmóddal), de az egykori Szentimre keletkezési éve nem ismert. Középkori templomos helységek között 1346-ban említik. A kalocsai levéltári adatok között is megtaláljuk hitelt érdemlően nevét 1408-ban.
A honfoglalás korából maradt ránk az a csontlemezzel díszített fanyereg, ami ma a Magyar Nemzeti Múzeumban látható. Másik középkori emléke 11–13. sz-i alapokkal rendelkező, Csonka-toronyként ismert templomrom. A török háborúk alatt a település 1529 táján a környező falvakkal elpusztult. A törökök kiűzése után csak lassan népesült be.

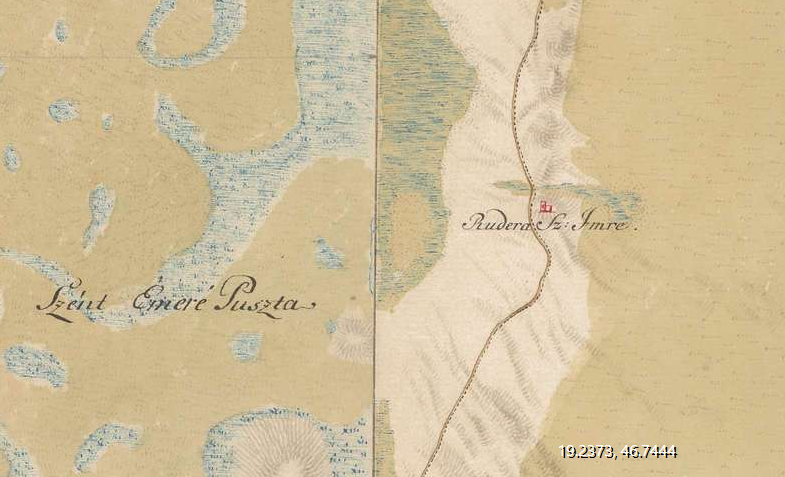
A Csonka–torony jelölése a Habsburg Birodalom I. katonai felmérés térképén, 1782–85

A terület sokáig a Földváry család tulajdona volt. 1864-ben osztályegyezség útján 5 részre osztották a 9000 holdnyi birtokot. A falu szempontjából 3 rész lényeges, ezek új tulajdonosai Blaskovits Kálmán és Sándor, br. Kaas Eduárdné (Ivánka Ida) és Ivánka Zsigmond lett. A legnagyobb kiterjedésű terület gazdája Ivánka Zsigmond volt, örököse Ivánka Oszkár, ő adta el birtoka egy részét egy 85 tagú vevőtársaságnak, akik megvetették a mai falu alapjait.

### 1890-től
Az 1890. október 27-én kötött birtokeladással indult el a község újkori történelme. Az építkezések az Ivánka kastély környékén kezdődtek el. Az akkor még Akasztóhoz tartozó településnek 1916-ban önálló római katolikus plébánia létrehozását engedélyezte Lipót kalocsai érsek.
A település 1919. február 15-én alakult önálló községgé Pusztaszentimre néven, amit 1924-ben változtattak véglegesen Soltszentimrére. Ivánka Oszkár egykori kastélyát 1920-ban vásárolta meg a falu polgármesteri hivatal céljára. A református templom 1936-ban, a katolikus 1937-ben készült el. 1951-ben vezették be a faluba a villanyt. 1990-ben készült el a vezetékes vízhálózat, 1992-ben pedig földgáz ellátás került kiépítésre. 2003-tól működik a szervezett szemétszállítás, a szennyvízhálózat 2006-ban készült el. Címerét 2007-ben, a Szent Imre Millenniumi Év tiszteletére alkották meg.

## Közélete

### Polgármesterei
- 1990–1992: Moravcsik Árpád (független)[4]
- 1992–1994: Barna Imre (független)[5]
- 1994–1998: Barna Imre (független)[6]
- 1998–2002: Kádár Németh István (független)[7]
- 2002–2006: Kádár Németh István (független)[8]
- 2006–2008: Kádár Németh István (független)[9]
- 2008–2010: Nagy István (független)[10][11]
- 2010–2014: Nagy István (független)[12]
- 2014–2019: Nagy István (független)[13]
- 2019–2024: Nagy István (független)[14]
- 2024– : Nagy István (független)[1]

A településen a rendszerváltás óta ezidáig kétszer tartottak időközi polgármester-választást, 1992. április 26-án és 2008. október 12-én. Az 1992-es időközi választásra azért kellett sort keríteni, mert az 1990-ben megválasztott Moravcsik Árpád néhány hónappal korábban lemondott posztjáról, 2008-ban pedig azért került sor időközi választásra (a polgármesteri poszton túlmenően a képviselő-testület összetételét érintően is), mert az addigi képviselő-testület feloszlatta magát. A választás két polgármesterjelöltje között az addigi faluvezető is elindult, de alulmaradt egyetlen kihívójával szemben.

## Népesség
A település népességének változása:
| Lakosok száma | 1288 | 1264 | 1284 | 1342 | 1261 | 1247 | 1283 |
|               | 2013 | 2014 | 2018 | 2021 | 2022 | 2023 | 2024 |

A 2011-es népszámlálás során a lakosok 92,8%-a magyarnak, 0,4% németnek, 0,8% románnak, 0,3% szlováknak mondta magát (7,2% nem nyilatkozott; a kettős identitások miatt a végösszeg nagyobb lehet 100%-nál). A vallási megoszlás a következő volt: római katolikus 66,7%, református 9,5%, evangélikus 1,7%, görögkatolikus 0,6%, felekezeten kívüli 6,1% (14,3% nem nyilatkozott).
2022-ben a lakosság 88,6%-a vallotta magát magyarnak, 0,5% románnak, 0,2% szerbnek, 0,1% németnek, 0,1% szlováknak, 0,8% egyéb, nem hazai nemzetiségűnek (11,4% nem nyilatkozott; a kettős identitások miatt a végösszeg nagyobb lehet 100%-nál). Vallásuk szerint 47,7% volt római katolikus, 9% református, 1,3% evangélikus, 0,5% görög katolikus, 0,1% izraelita, 0,5% egyéb keresztény, 2,2% egyéb katolikus, 9% felekezeten kívüli (29,7% nem válaszolt).

## Címere
A címer kerektalpú dobor pajzs hasítva. A jobb oldali vörös mező alapját 2/7 részig terjedő zöld halom foglalja el, rajta szembe néző ezüst templomrom (tetőzet nélküli, romanikus stílusú) a község múltjára, a történelmi folytonosságra utal. A bal oldal vágással két negyedre osztva, a 2. mezőben zöld alapon ezüst heraldikai liliom lebeg, mely a község névadóját, Szent Imre herceget jelképezi. A 4. mezőben ezüst alapon lebegő tíz (négy-három-kettő-egy) szemű zöld szőlőfürt kocsánnyal, a község mezőgazdasági jellegét fejezi ki.
A pajzson ötágú lombkorona van elhelyezve, melynek második és negyedik ága liliomot formáz.
A pajzs alatt arany szalag lebeg, rajta a község nevével.

## Nevezetességei

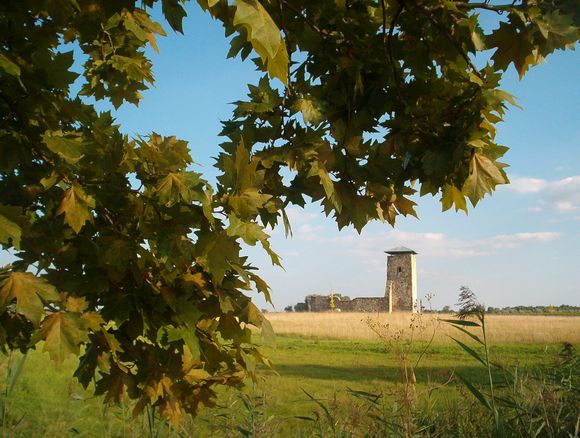
A Csonka-torony

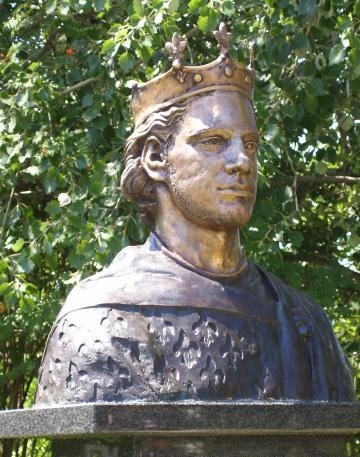
Szent Imre herceg szobra

- A Csonka-torony Árpád-kori műemlék. Pontos építési ideje nem ismert. A templom alapja 11–13. században készülhetett. Fő építőköve a réti mészkő (vagy darázskő), de van nem helybéli andezit, andezittufa is, ill. egy dunántúli római castrum vagy castellum köveit is felhasználhatták, mert több római tégla is megtalálható a falában. A környéken több római kori cserépmaradványt is találtak, melyek feltételezhetően a rómaikkal kereskedő szarmaták által maradt ránk. Az 1961-es ásatások során az építési időt későbbre tették, a szentély három oldalon záródó nyolcszög kiképzése miatt, de a gótikus jelleg vélhetően csak egy 14. sz. átépítés eredménye. A templom romanikus stílusban (át)épült, vastag lőrésszerű ablakokkal, így valószínű, őrtoronynak is használták. Sem támpillérre, sem faltagozódásra utaló nyomok nem lelhetők fel. Az egyhajós templom tájolása megközelítőleg K-NY-i irányú, kapuzata dél felé van. A hajó mérete 12,9 m x 6,3 m, a szentély 4,8 m x 6,3 m. A 4 szintes torony 2,8 m x 2,6 m széles és magassága 10,6 m.

- A református templom és a római katolikus templom, (utóbbinak oltárképét Márton Lajos festőművész készítette), a Szent Imre utcában, egymás szomszédságában áll.

- Az Ivánka kastély ma a Polgármesteri Hivatalnak ad otthont.

- Szent Imre herceg szobra a Lakiteleki Népfőiskola adományaként került felavatásra 2007. július 15-én a Hősök terén.

2007-ben, Szent Imre herceg születésének 1000. évfordulója alkalmából nagyszabású rendezvény-sorozatra került sor az Árpád-házi herceg nevét viselő településeken, így Soltszentimrén is. A Szent Imre Millenniumi Emlékbizottság – melynek elnöke Lezsák Sándor, az Országgyűlés akkori alelnöke volt – szervezésében tíz település talált egymásra. Az emlékévnek köszönhetően Lantos Györgyi szobrászművész alkotása megtalálható Csíkszentimrén, Görgényszentimrén, Hegyközszentimrén, Imrehegyen, Mátraszentimrén, Nyárádszentimrén, Pestszentimrén, Székelyudvarhelyen és Tiszaszentimrén. Hasonló Szent Imre alkotás található a lengyelországi Szentkereszthegyen, az erdélyi Gelencén, a Duna bal partján fekvő Komáromban, Lakiteleken és Veszprémben is.
- Az első világháborús emlékmű a római katolikus templom előtt található, érdekessége, hogy a háború ideje és a kommün ideje (1914–19.) van rajta.

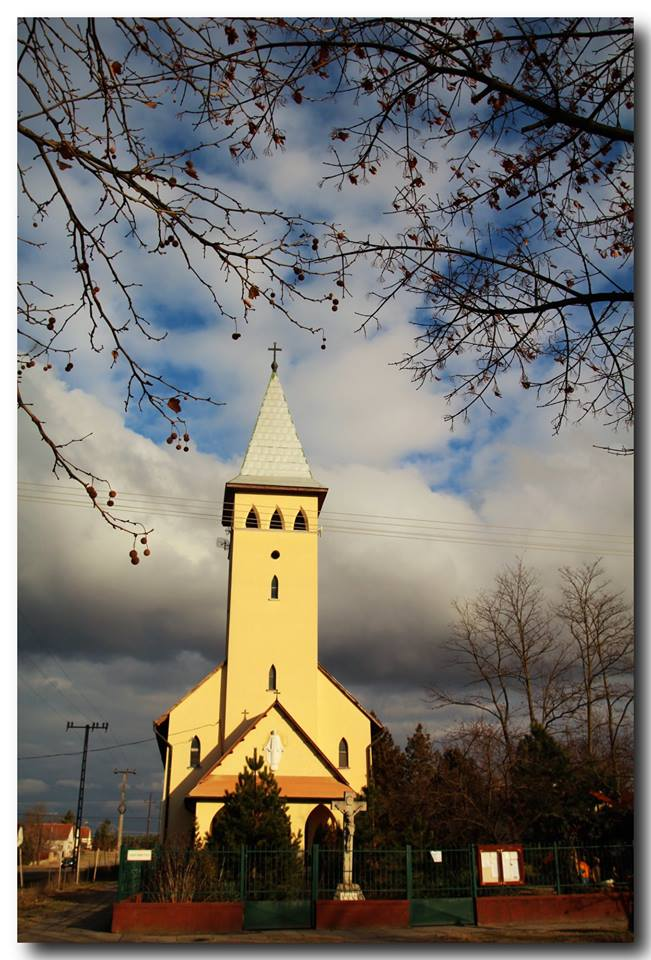
A római katolikus templom

- A második világháborús emlékmű, Krasznai Lajos szobrászművész alkotása, a Polgármesteri Hivatal kertjében található.

- A Hősök emlékoszlopa, Lakatos Emil fafaragó alkotása a Soltszentimre Ma Közéleti Egyesület által, adományként került felállításra 2010. március 15-én a Polgármesteri Hivatal kertjében.

## Adalékok

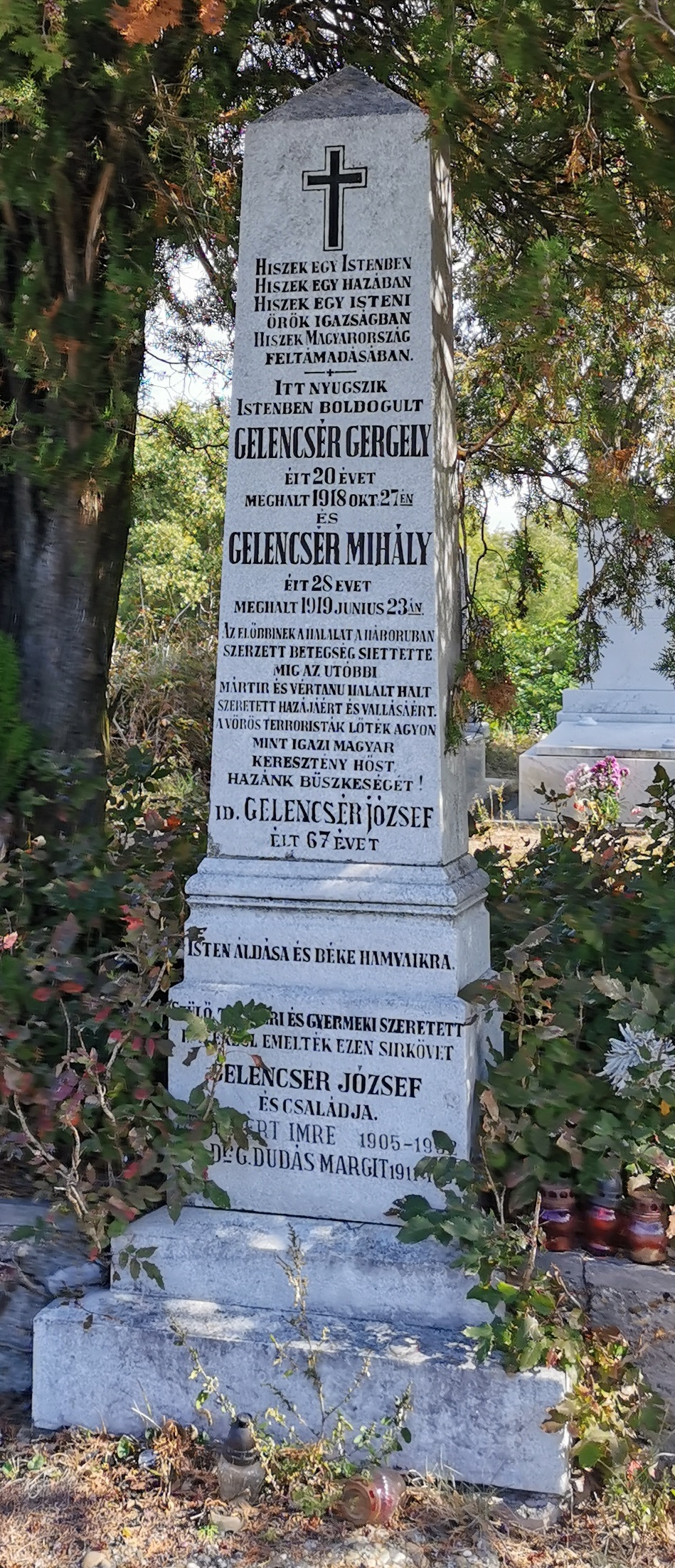
A tanácsköztársaság egyik áldozatának síremléke

- A tanácsköztársaság idején, 1919. június 23-án három falubeli lakost (Almássy József kocsmárost, Gelencsér József bíró fiát, Mihályt és Szabó Józsefet) agyonlőttek a vörös terroristák.[18] Almássy József egy utódjának elmondása alapján a kivégzés a mai polgármester hivatal melletti öreg magtárépületnél történt.
- Református templomát dr. Ravasz László püspök szentelte fel. A felszenteléskor jelen volt többek között Törley Bálint országgyűlési képviselő is.[19]
- 1945 január–februárjának fordulóján szovjet hadifogolyként volt fogva tartva a Kossuth Lajos utca 2.-ben, illetve a Mátyás utca 35.-ben Bethlen István, Lakatos Géza korábbi miniszterelnökök és a korszak több előkelősége, hivatalnoka (többek között Zichy Nándor volt külügyi államtitkár, Apponyi Károly, a felsőház volt elnöke, Bódy Lászlóm Budapest volt alpolgármestere, Werth Henrik volt vezérkari főnök, Gerlóczy Gábor tábornok, Horthy Miklós volt szárnysegédje, dálnoki Veress Lajos volt hadtestparancsnok, Máriássy Zoltán volt vatikáni követ, Fáy-Halász Gedeon, a Johannita Lovagrend magyar tagozatának volt elnöke)[20][21][22] Kihallgatásuk a katolikus templom melletti plébánián volt.[23]
- A település határában 1900 körül talált honfoglaláskori agancsberakásos, női nyeregpaletta-díszek a legrégebbi magyar nyeregemlékek közé tartoznak. A nyeregtöredék 1935-től megtekinthető a Magyar Nemzeti Múzeumban[24][25] (MNM Budapest, 61.14.1.),[26] rajzi helyreállítását László Gyula történész végezte el.

## Galéria

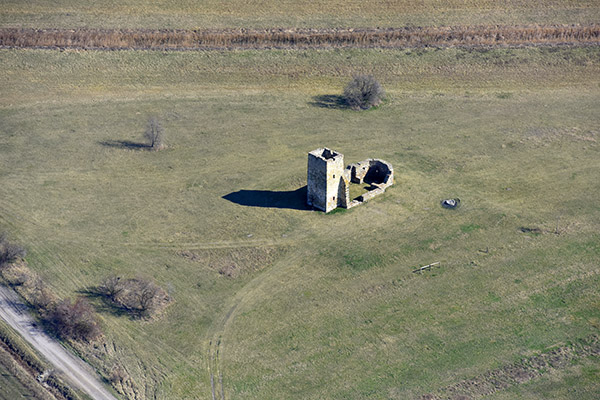
A Csonka-torony (Soltszentimre) légi fotó
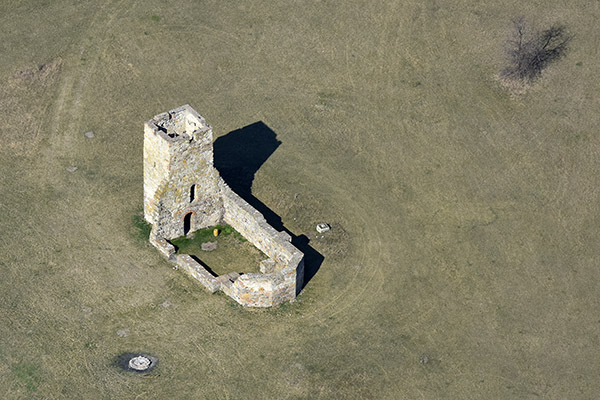
Légi felvételen a Csonka-torony
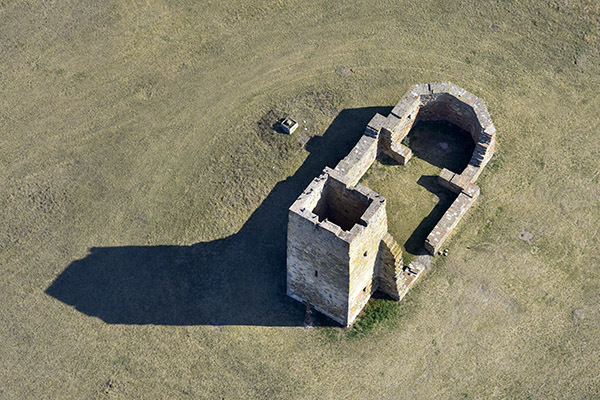
Csonka-torony a magasból
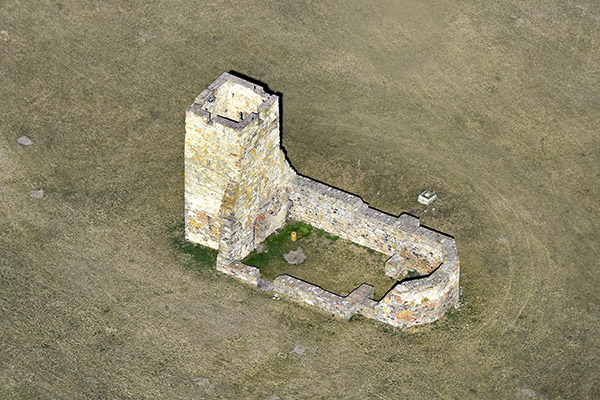
A Csonka-torony a magasból